# Francisco Dias da Costa
Francisco Dias da Costa (Monte do Trigo, Portel, 17 de Janeiro de 1923 - 2003) foi um advogado, político, jornalista e escritor português. 

## Biografia
Francisco Dias da Costa nasceu na aldeia de Monte do Trigo, no concelho de Portel, em 17 de Janeiro de 1923.
Frequentou a Universidade de Coimbra, onde se licenciou em direito. Durante o estágio em Lisboa, adoeceu gravemente, o que atrasou a sua entrada na carreira profissional.

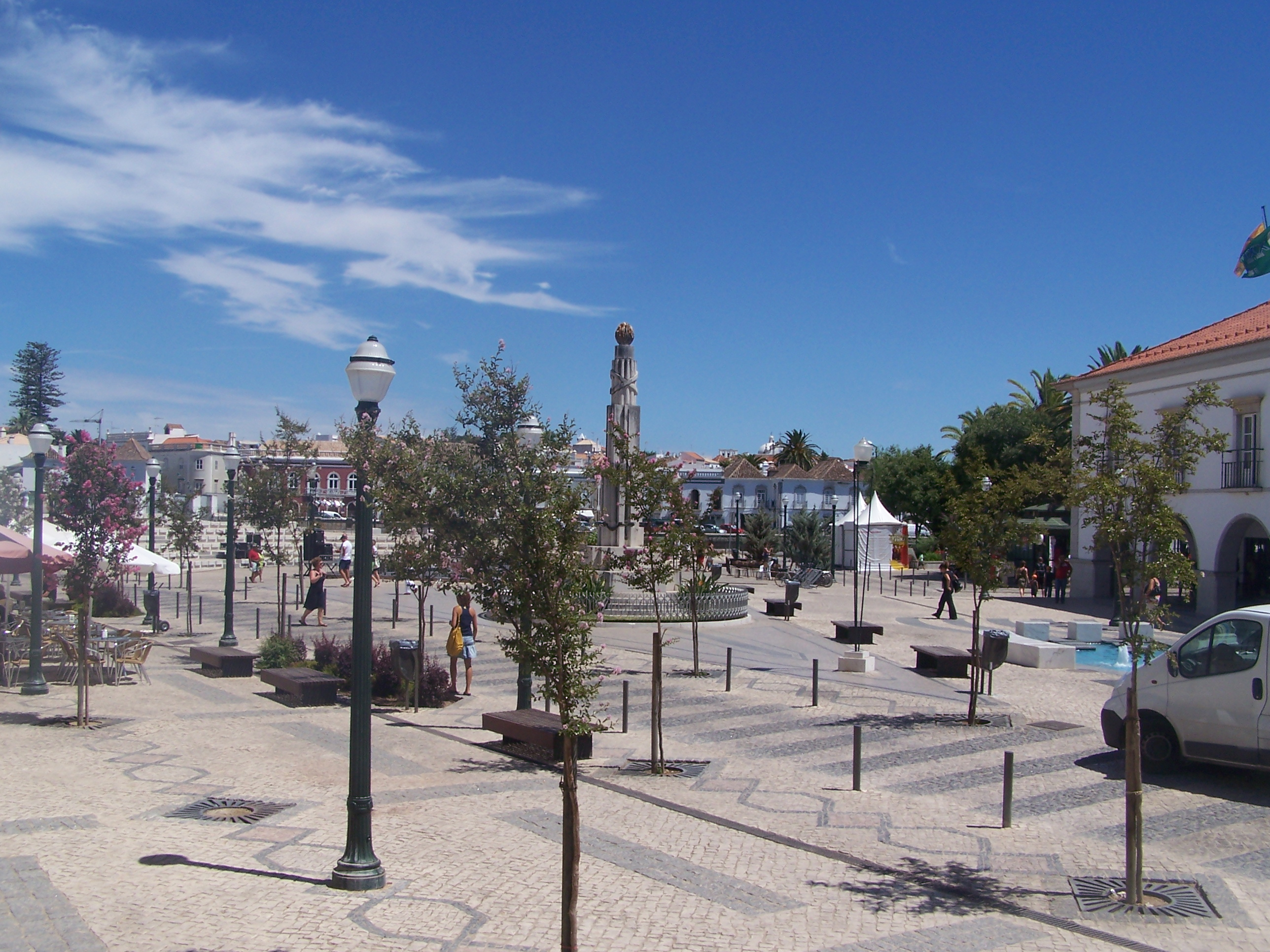
Cidade de Tavira.

### Carreira profissional, política e artística
Fez parte do Movimento de Unidade Democrática juvenil, tendo sido preso pela Polícia Internacional e de Defesa do Estado aos 24 anos, e novamente cerca de oito anos depois. Também esteve integrado nas campanhas eleitorais de José Norton de Matos e de Humberto Delgado, e participou no terceiro Congresso da Oposição Democrática, na cidade de Aveiro, em 1973. Também liderou a Oposição Democrática do Algarve. Continuou o seu activismo político após a Revolução do 25 de Abril de 1974, tendo-se empenhado pela consolidação da democracia. Fez igualmente parte do Conselho Europeu para a Paz e Cooperação, que representou por diversas vezes no estrangeiro, e da União dos Resistentes Antifascistas Portugueses.
Também exerceu como advogado, na cidade de Tavira, no Algarve.
Como jornalista, escreveu para vários periódicos em Portugal, incluindo o Diário do Alentejo, Vértice, República e Seara Nova, e em Espanha colaborou na revista Ayuntamento de Cáceres. Fez parte do primeiro Encontro de Escritores Huelva - Algarve.

### Falecimento e família
Francisco Dias da Costa faleceu em 2003.

## Obras
- Canto da Longa Madrugada - Para os Heróis Proibidos (1978)
- Concerto em Sol Maior (1979)
- Anamnese da Esperança e Outros Poemas (1981)
- Poetas alentejanos do século XX: Antologia (1984)
- A Meditação da Esperança - Poemas (1988)
- Maravilhosa Guadiana: As Grandezas, as Misérias, o Mistério (1991)
- O Outro Lado - Poemas (1995)
- Floridas na Pedra - a Hidrologia do Vascão e a Serra do Caldeirao ou Mú - O Homem e o Meio (1996)
- As Apóstrofes e outras Páginas (1997)
- Incómoda Memória (2003)